# Adélaïde (film, 1968)
 (décembre 2024).
Si vous disposez d'ouvrages ou d'articles de référence ou si vous connaissez des sites web de qualité traitant du thème abordé ici, merci de compléter l'article en donnant les références utiles à sa vérifiabilité et en les liant à la section « Notes et références ».
Pour les articles homonymes, voir Adélaïde.
Pour plus de détails, voir Fiche technique et Distribution.
Adélaïde est un film dramatique italo-français réalisé par Jean-Daniel Simon et sorti en 1968.

## Synopsis
Frédéric est ingénieur à l'usine marémotrice sur la Rance. D'un caractère un peu faible, il est l'amant d'Elisabeth, une femme mûre dont le mari âgé est sur le point de mourir, mais également de leur fille Adélaïde. Le mari décédé, Elisabeth annonce à sa fille qu'elle va épouser Frédéric et lui demande crûment de ne plus coucher avec lui. Après le mariage le trio vit une relation trouble, qui épuise Frédéric. Un jour il est victime d'un accident, qui l'oblige à rester allongé. mais Elisabeth et Adélaïde se montrent piètres infirmières. Peu à peu son état se détériore, il finit reclus et délaissé dans un coin de la maison, si bien que des visiteurs venus le voir repartent après avoir trouvé porte close...

## Fiche technique
- Titre original français : Adélaïde
- Titre italien : Fino a farti male
- Réalisation : Jean-Daniel Simon
- Scénario : Jean-Daniel Simon, d'après la nouvelle de Joseph Arthur de Gobineau
- Dialogues : Jean-Pierre Petrolacci
- Photographie : Patrice Pouget
- Son : Pierre Panier
- Musique : Pierre Vassiliu
- Montage : Brigitte Dornès
- Sociétés de production : Films Number One, Poste parisien, Riganti Produzione Film
- Pays de production :  France -  Italie
- Langue originale : français
- Genre : Drame
- Durée : 92 minutes
- Date de sortie : 
  - France : 7 août 1968

## Distribution
- Ingrid Thulin : Élisabeth
- Jean Sorel : Frédéric
- Sylvie Fennec : Adélaïde
- Jacques Portet : Jacques
- Joëlle Bernard : Janine
- Jean-Pierre Bernard : Christian
- Christine Simon : Buxy

## Autour du film
Le film a été tourné en partie à l'usine marémotrice de la Rance et à Saint-Malo (Ille-et-Vilaine). Le tournage a débuté le 5 février 1968 et a duré six semaines.